# 日原利国
日原 利国（ひばら としくに、1927年12月26日 - 1984年6月21日）は、日本の中国哲学者。

## 経歴
1927年、山梨県生まれ。京都帝国大学文学部で中国哲学を専攻して卒業。卒業後は同大学大学院に進み、博士課程を満期修了退学した。
その後は愛知学芸大学講師となり、助教授に昇進。1971年より大阪大学文学部助教授、1973年より教授。大阪大学に学位論文『春秋公羊伝の研究』を提出して文学博士号を取得。1983年、大阪大学と兼任の形で京都大学文学部教授となったが、在任一年弱で死去した。

## 著作

### 著書
- 『漢文学』佛教大学通信教育部 1968
- 『春秋公羊伝の研究』創文社 東洋学叢書 1976
- 『漢代思想の研究』研文出版 1986
- 『中国思想文学史』朋友書店 1999

### 編著
- 『中国思想辞典』研文出版 1984
- 『中国思想史』ぺりかん社 1987

### 翻訳・校訂
- 徂徠物茂卿『定本明律国字解 律例対照』内田智雄共校訂、創文社 1966
- 『世界文学全集 3 春秋公羊伝』筑摩書房 1970
- 『中国古典文学大系 3巻 荀子』竹岡八雄共訳、平凡社 1970
- 『世界古典文学全集 18 孟子』湯浅幸孫・加地伸行共訳、筑摩書房 1971
- 『春秋繁露』編著 明徳出版社「中国古典新書」 1977
- 『中国書論大系 第5・6巻 (宋 Ⅱ-Ⅲ) 宣和書譜』訳 二玄社 1978

### 論文
- 日原利国 Cinii